# Droga magistralna A15 (Litwa)
Droga magistralna A15 (lit. Magistralinis kelias A15) – droga magistralna w południowo-wschodniej części Litwy, o długości 49,28 km. Łączy Wilno z Solecznikami i granicą z Białorusią, skąd biegnie jako droga M11 w kierunku Lidy.

## Trasy europejskie
Na całej długości arteria jest częścią trasy europejskiej E85.

## Opłaty
Przejazd drogą jest płatny dla samochodów ciężarowych oraz autobusów. Opłatę uiszcza się za pomocą winiety.

## Natężenie ruchu
Natężenie ruchu na A15 waha się od 6700 pojazdów w rejonie Wilna do 1800 przy granicy z Białorusią.

## Miejscowości znajdujące się przy A15
- Wilno
- Jaszuny
- Soleczniki Małe
- Soleczniki – granica z Białorusią